# 灰色藻
灰色藻（かいしょくそう）は、植物界または古色素体類に属する藻類の一群である。

## 概要
淡水に棲む単細胞の藻類である。細胞内にシアネレ（cyanelle; シアネルとも）とよばれる原始的な葉緑体を持つ事で特徴付けられる藻類で、小規模ながらも独立の植物門（灰色植物門）を構成する。
「灰色」と名付けられてはいるが、細胞の色は藍藻と同様に深い青緑色である（写真を参照）。そもそも灰色植物門「Glaucophyta」の語源であるギリシア語のγλαυκός (glaukós)は地中海の色（sea-green）を表現する言葉であったが、これが英語のglaucous（淡い青緑色、青味がかった灰白色）を経て和訳された際に、単なる灰色になってしまったという経緯がある。

## 細胞構造

### 葉緑体
灰色藻の葉緑体（シアネレ）は、緑色植物及び紅色植物と同様に藍藻が細胞内共生（一次共生）して生じたものとされている。灰色藻と一部の原始紅藻は、光合成色素として藍藻が持っているフィコビリンタンパク質を保持しているために青緑色に見えるが、緑色植物では既に失われている。
灰色藻のシアネレは色素組成の他にも、一重のチラコイドが同心円状に配列するなど藍藻と共通する特徴を備える。シアネレは2枚の包膜に包まれているが、その2枚の膜の間には薄いペプチドグリカン層が存在する。これは細菌の細胞壁と同様の材質であり、共生した藍藻の細胞壁の名残であると考えられている。そのためペプチドグリカン層をリゾチーム処理で溶解することで葉緑体を破砕できる。また、葉緑体の分裂では、2枚の包膜のうち、内包膜の内側への陥入と外包膜のくびれは別々に進行する。この特徴は、通常の葉緑体の外側からのくびれ込みと、藍藻の細胞分裂が平行して進行していると見ることができる。ストロマ部分にはピレノイドではなくカルボキシソームをもつ点でも藍藻によく似ている。つまり灰色藻のシアネレは、細胞内共生した藍藻の特徴を色濃く残す葉緑体なのである。
シアネレは現生の藍藻に似てはいるが、ゲノムサイズが縮小するなど細胞小器官としての変化も進行している。灰色藻 Cyanophora paradoxa ではシアネレゲノムの解析が為されており、それによればゲノムサイズは127kb程度、コードされている主要な遺伝子は他の植物の葉緑体と共通するという。ゲノム内に逆行反復配列（IR; Inverted Repeat）を持つ点も同様である。シアネレは、藍藻が独立の藻類から葉緑体という細胞内小器官へ移行していく過程と仕組みを知る上で貴重な構造である。
包膜にペプチドグリカン層があることなどから、葉緑体は長い間、細胞内共生している藍藻であると考えられてきた。しかし、そのゲノムサイズが他の植物の葉緑体と同程度に縮小していることからオルガネラであると確定した。

### 鞭毛
灰色藻で遊泳細胞を生じる属では、細胞は二本の不等長鞭毛を備える。鞭毛には非常に細かい小毛が生えている。灰色藻の鞭毛装置には、多層構造体（MLS; Multi-Layered Structure）と呼ばれる配列微小管と層状構造の複合体が存在する。これは緑藻類に多く見られる構造であり、灰色藻と緑藻との関係を探る上で興味深い。

### その他
- ミトコンドリアクリステは板状。
- 細胞分裂時の細胞核分裂は、核膜が消失する開放型の分裂である。
- 細胞内の貯蔵物質はα-1,4グルカンで、細胞質内に貯蔵される。

## 系統
真核藻類の中でもっとも古く分岐したと考えられている。葉緑体の原始的な特徴、藻類に広く分布するクロロフィル結合タンパク質の遺伝子をもたないこと、炭酸固定のリブロース1,5ビスリン酸カルボキシラーゼ・オキシゲナーゼの系統が藍藻に近いことなどは、原始紅藻よりも古い特徴といえる。一方、系統樹によっては原始紅藻の方が古く分岐したとするものもあり、その系統的位置は確定していない。

## 分布
淡水域にのみ出現する。特に、ある程度標高の高い湿原などに多い。低地の池にも見られるが、水量の少ない池よりもある程度水量や水質が安定した大型の湖沼を好む。このような分布を踏まえ、灰色藻の培養を行う場合には腐葉土や泥炭を煮出した抽出液を培地に添加すると良い。

## 分類
上位分類としては、緑色植物・紅色植物と共に、一次共生植物のグループであるアーケプラスチダに含まれる。灰色植物門内には1綱3目4科4属のみが知られる。
Division Glaucophyta 灰色植物門
Class Glaucophyceae 灰色藻綱
- Genus Cyanophora

シアネレ数は少なく、C. paradoxaで2つ、C. tetracyaneaで4つ。二本の不等長鞭毛を持ち遊泳する。細胞壁は無い。
- Genus Gloeochaete

多数の小さなシアネレを持つ。遊泳細胞と不動細胞の両方のステージを持つグループ。不動細胞は寒天質に包まれたコロニーを形成する。細胞壁はあるが、その組成はセルロースではないとされる。
- Genus Cyanoptyche

多数の小さなシアネレを持つ。細胞は不動で、寒天質に包まれたコロニーを形成する。Gloeochaete の不動細胞に似るが、二本の鞭毛を伸ばしている点が異なる。
- Genus Glaucocystis

ソーセージ型のシアネレを10〜20個前後持つ。運動性の無い不動の細胞で、鞭毛は痕跡的である。セルロース性の細胞壁を持つ。
なお、かつて灰色藻として分類されていたが、その後の研究で別の系統のである事が判明した生物もある。
- Glaucosphaera

単細胞紅藻（Bhattacharya et al. 1995）。葉緑体の色素組成から、灰色藻のような色を呈する。
- Paulinella chromatophora

ケルコゾアの有殻糸状根足虫。この生物も藍藻由来の葉緑体であるシアネレを持ち、膜間にペプチドグリカン層を保持している。ただし、宿主の系統が離れている為に灰色藻には含めない。Paulinella のシアネレは、アーケプラスチダの生物とは別の一次共生によって獲得されたと考えられている。

## 歴史
ドイツの医師Hermann Itzigsohnが1854年にデンブノの泥炭地から見出した生物にGlaucocystisと名付けたのが始まり（正式な記載は1868年）である。当時はまだ真核生物と原核生物という区別がはっきり認識されておらず、細胞核とプラスチドが分化した藍藻だと考えられていた。
20世紀に入ってからは、アドルフ・パッシャーが提唱した何らかの藻類に藍藻が共生した生物であるという考え方が広く受け入れられていた。この場合、共生した藍藻をCyanelle、結果生じる総体をCyanomと呼ぶ。また形態的な観点から、Cyanophoraはクリプト藻、Glaucocystisは緑藻が宿主となっていると考えられていた。ほかにも渦鞭毛藻や紅藻が宿主だとする各種の説があった。
灰色藻として独立した位置づけが与えられたのは20世紀半ば以降のことである。ハインリッヒス・スクーヤは宿主も共生体も独立しては生存できないことから、1954年に新エングラー体系中で一個の生物としてGlaucophytaと命名した。これはなかなか受け入れられなかったが、1979年にLudwig Kiesが電子顕微鏡による微細構造観察で、宿主とされる側に他の藻類とは異なる独自の特徴を認めたことで定説となった。